# Tokuhei Sada
Tokuhei Sada (佐田 徳平, Sada Tokuhei) né en 1909 dans la Préfecture de Yamanashi et mort le 17 décembre 1933 de la tuberculose à Toyonaka, est un nageur japonais ayant remporté une médaille d'argent aux Jeux olympiques de 1928.

## Biographie
Tokuhei Sada est le fils aîné de Taichi Sada et de sa femme Chiyo. Son père, électricien, déménage souvent pour son travail. Tokuhei Sada grandit à Nagoya et fait ses études à l'université Meiji. Il pratique la natation au lycée et à l'université. Nageur de nage libre, il est champion du Japon sur 400 mètres nage libre en 1926 et 1929 (avec un record du Japon à la clé) ; ainsi que sur 100 mètres nage libre en 1929.
Il est sélectionné dans l'équipe nationale pour les Jeux olympiques de 1928 à Amsterdam. Là, il remporte avec le relais japonais la médaille d'argent sur le 4 × 200 mètres en 9 min 41 s 40, après une qualification en séries en arrivant deuxième en 9 min 42 s 60 derrière l'équipe américaine.
Il participe ensuite à diverses rencontres internationales avant de travailler pour la compagnie de chemin de fer Hankyu.
Il se marie en avril 1933 et meurt en décembre de la même année de la tuberculose.